# Galeria Askana
Galeria Askana – 3-poziomowe centrum handlowe położone w Gorzowie Wielkopolskim. 29 września 2007 roku nastąpiło oficjalne otwarcie obiektu.
Całkowita powierzchnia obiektu wynosi 55 tys. metrów kwadratowych, z czego największą jego część zajmuje 110 lokali handlowo-usługowych. Oprócz sklepów w budynku są też lokale gastronomiczne, sala zabaw i multipleks kinowy – Helios. Centrum handlowe posiada 600 miejsc parkingowych.

## Nagrody
- CEPIF & International Herald Tribune Cee Best Project Awards, w kategorii: najlepsze centrum handlowe 2008 roku[3].
- Lubuski Mister Budowy – Edycja 2007, w kategorii: obiekty użyteczności publicznej – za oryginalne rozwiązanie architektoniczne i program funkcjonalno-użytkowy spełniający oczekiwania społeczne[4].
- ICSC Solal Marketing Awards – centrum handlowe w 2008 roku znalazło się wśród 10 centrów handlowych, które zorganizowały najlepsze otwarcie, rocznicę lub modernizację obiektu tego rodzaju na świecie[5].